# ليفينهوكيلة بحرية
ليفينهوكيلة بحرية (الاسم العلمي:Leeuwenhoekiella aequorea) هي نوع من البكتيريا تتبع جنس الليفينهوكيلة من فصيلة نظيرات الصيفرية.